# Teucholabis (Teucholabis) inulta
Teucholabis (Teucholabis) inulta is een tweevleugelige uit de familie steltmuggen (Limoniidae). De soort komt voor in het Neotropisch gebied.